# Юси (футболист)
Юссеф Энрикес Лахедим (араб. يوسف انريكيز الخديم‎; Пустой шаблон {{ВД-Преамбула}} ) или просто Юси — марокканский и испанский футболист, защитник клуба «Кастилья».

## Клубная карьера
Юси воспитывался в ряде клубов из Мадрида и его окрестностей. Во взрослом футболе он дебютировал в составе второй команды клуба «Реал Мадрид» — «Кастильи». Это произошло 24 августа 2024 года в матче Примера Федерасьон против «Марбельи». 12 октября Юси впервые в карьере забил гол, поразив ворота «Еклано». Всего в своём первом сезоне на взрослом уровне он отыграл 35 встреч в третьей испанской лиге. Защитник также был включён в заявки клуба на Лигу чемпионов и Межконтинентальный кубок, но не сыграл там. Летом 2025 года Юси оказался в составе «Реала» на клубный чемпионат мира 2025.

## Международная карьера
На юношеском уровне Юси представлял Испанию. В 2019—2020 годах он провёл 6 встреч за юношескую сборную до 15 лет. В составе сборной Испании (до 17 лет) защитник выступал на победном турнире Алгарви, а также юношеском чемпионате Европы 2022. Всего за эту сборную Юси отыграл 12 матчей в 2021—2022 годах. За юношескую сборную Испании до 18 лет он сыграл 3 игры в 2023 году. В том же году Юси сменил футбольное гражданство и начал играть за молодёжную сборную Марокко, проведя за неё в общей сложности 5 матчей. 
В марте 2024 года главный тренер национальной сборной Марокко Валид Реграги включил Юси в заявку на матчи против сборных Анголы и Мавритании.

## Достижения
Сборная Испании (до 17 лет)
- Победитель турнира Алгарви (1): 2022